# ISO 3166-2:SC
ISO 3166-2:SC is een ISO-standaard met betrekking tot de zogenaamde geocodes. Het is een subset van de ISO 3166-2 tabel, die specifiek betrekking heeft op de Seychellen.
De gegevens werden tot op 6 februari 2013 geüpdatet op het ISO Online Browsing Platform (OBP). Er worden 25 districten -  distrik () / district (en) / district (fr) – gedefinieerd.
Volgens de eerste set, ISO 3166-1, staat SC voor de Seychellen, het tweede gedeelte is een tweecijferig nummer (met voorloopnullen).

## Codes
| Code  | Naam Seychellencreools | Naam Frans          | Naam Engels        |
| ----- | ---------------------- | ------------------- | ------------------ |
| SC-02 | Ans Bwalo              | Anse Boileau        | Anse Boileau       |
| SC-03 | Ans Etwal              | Anse Étoile         | Anse Etoile        |
| SC-01 | Ans o Pen              | Anse aux Pins       | Anse aux Pins      |
| SC-05 | Ans Royal              | Anse Royale         | Anse Royale        |
| SC-06 | Be Lazar               | Baie Lazare         | Baie Lazare        |
| SC-07 | Be Sent Ann            | Baie Sainte-Anne    | Baie Sainte Anne   |
| SC-09 | Beler                  | Bel Air             | Bel Air            |
| SC-10 | Belonm                 | Bel Ombre           | Bel Ombre          |
| SC-08 | Bovalon                | Beau Vallon         | Beau Vallon        |
| SC-12 | Glasi                  | Glacis              | Glacis             |
| SC-13 | Grand Ans Mae          | Grand’Anse Mahé     | Grand Anse Mahe    |
| SC-14 | Grand Ans Pralen       | Grand'Anse Praslin  | Grand Anse Praslin |
| SC-11 | Kaskad                 | Cascade             | Cascade            |
| SC-15 | Ladig                  | La Digue            | La Digue           |
| SC-16 | Larivyer Anglez        | La Rivière Anglaise | English River      |
| SC-24 | Lemamel                | Les Mamelles        | Les Mamelles       |
| SC-17 | Mon Bikston            | Mont Buxton         | Mont Buxton        |
| SC-18 | Mon Fleri              | Mont Fleuri         | Mont Fleuri        |
| SC-04 | O Kap                  | Au Cap              | Au Cap             |
| SC-19 | Plezans                | Plaisance           | Plaisance          |
| SC-21 | Porglo                 | Port Glaud          | Port Glaud         |
| SC-20 | Pwent Lari             | Pointe La Rue       | Pointe Larue       |
| SC-25 | Ros Kaiman             | Roche Caïman        | Roche Caiman       |
| SC-22 | Sen Lwi                | Saint-Louis         | Saint Louis        |
| SC-23 | Takamaka               | Takamaka            | Takamaka           |